# Sant Pere de Boixadors
Sant Pere de Boixadors és una església de Sant Pere Sallavinera (Anoia) inclosa a l'Inventari del Patrimoni Arquitectònic de Catalunya.

## Descripció
L'església és de planta rectangular sense absis amb torre campanar de planta quadrada i coberta de quatre vessants. Adossada al mur de llevant, hi ha la rectoria, i, un xic apartat, el cementiri.

## Història
Construïda el segle xix per a substituir al primitiva parròquia de Sant Pere de Boixadors, que es troba a tocar del castell.